# 1904 en Lorraine
Chronologie de la Lorraine
- 1900
- 1901
- 1902
- 1903
- 1904
- 1905
- 1906
- 1907
- 1908

Cette page est une liste d'événements qui se sont produits durant l'année 1904 en Lorraine.

## Événements

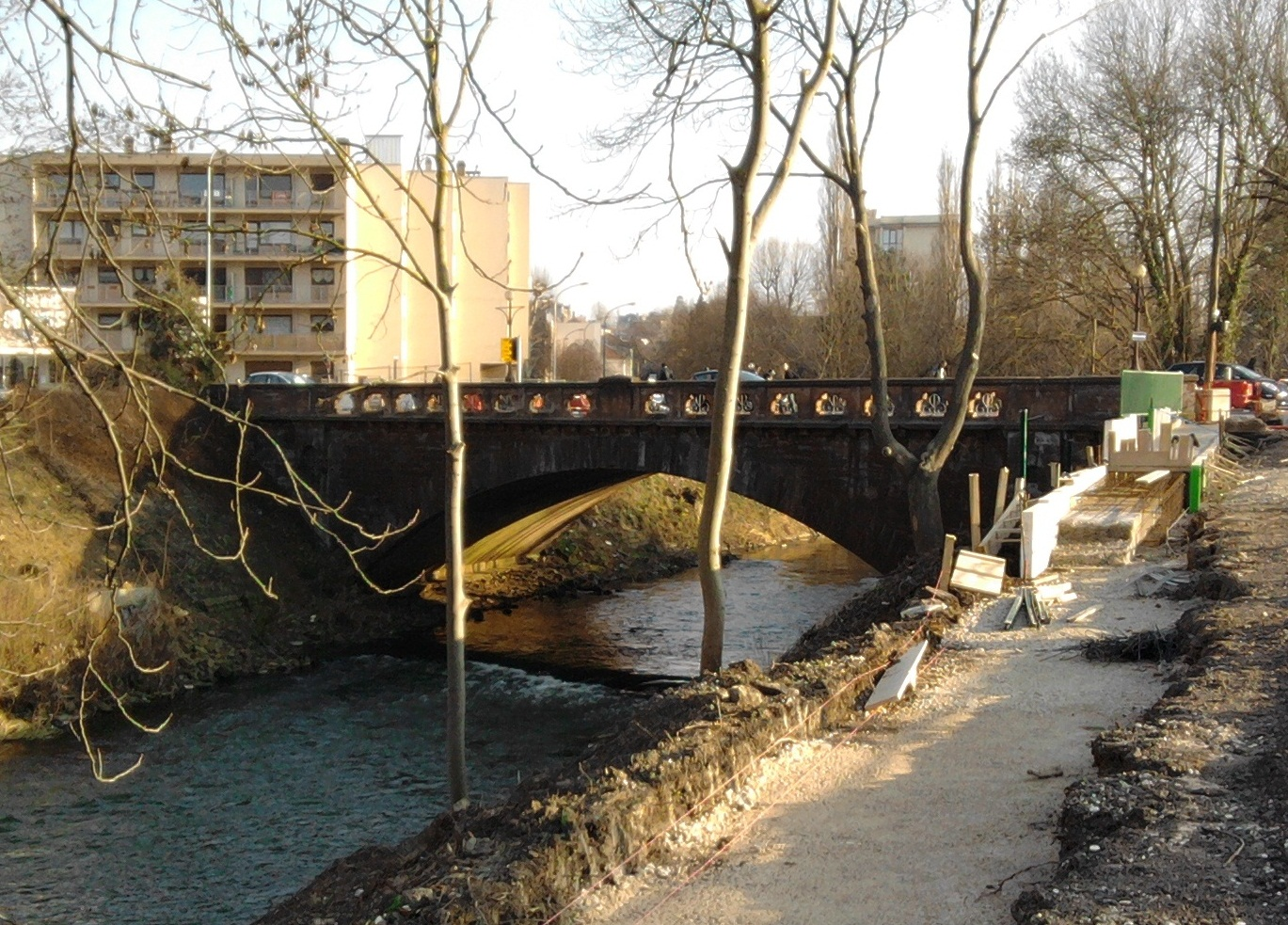
Le pont de la Seille à Metz construit en 1904

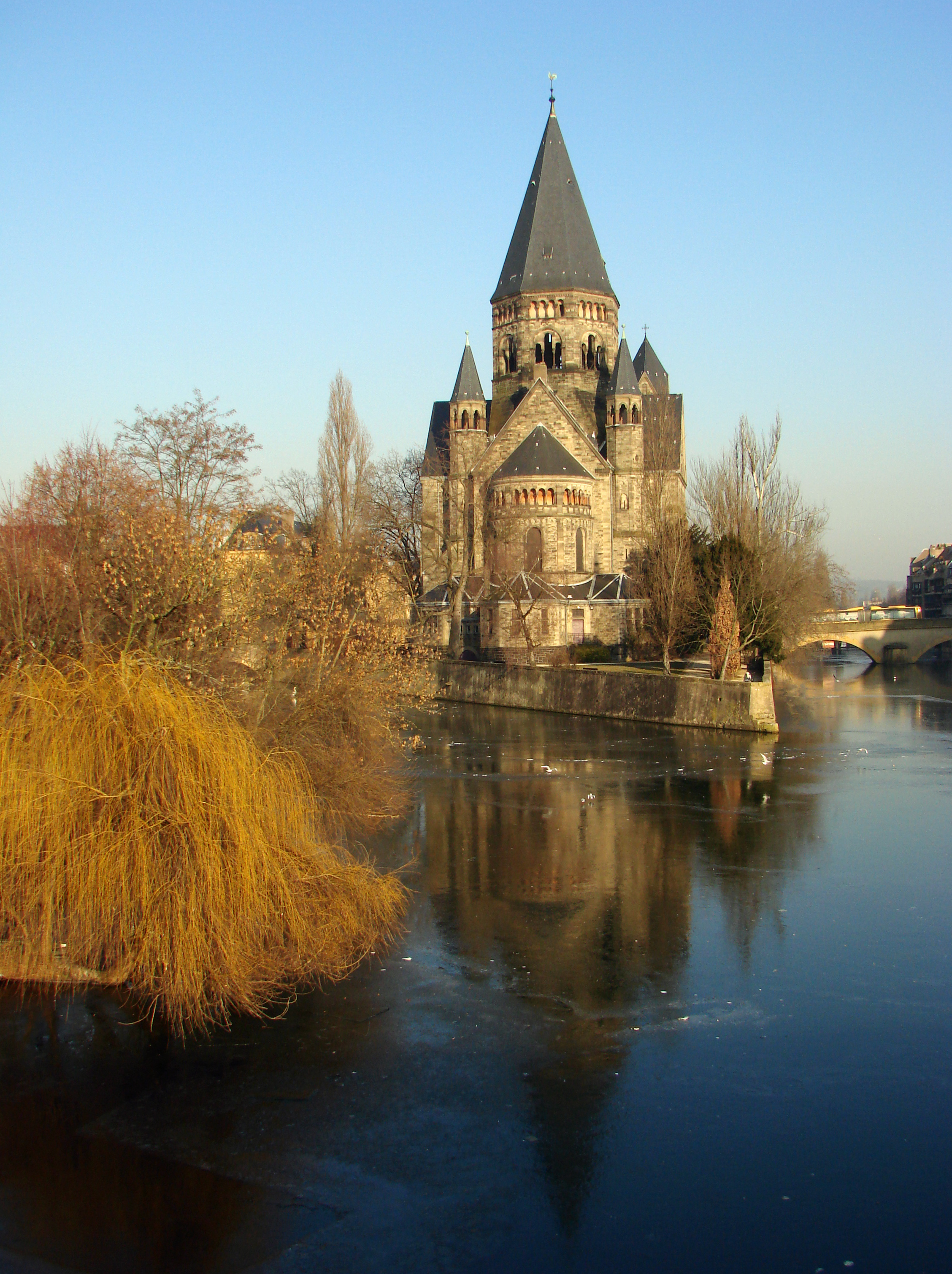
Le Temple Neuf à Metz construit en 1904

- Mise en service de la ligne de chemin de fer de Metz à Château-Salins. Elle constituait la ligne 099 000[1] du réseau ferré national. Auparavant elle comportait le numéro 118 du réseau de l'Est.
- Paul Couillard, donne le nom de « Laiterie St-Hubert » à son activité de production et distribution de lait pasteurisé en bouteilles, la première en Lorraine[2].
- Lancement de la revue régionale Le Pays lorrain, publiée depuis 1951 par la Société d'histoire de la Lorraine et du Musée Lorrain[3].
- Émile Gallé réalise le Grand Foudre pour l'Exposition universelle de Saint-Louis (Missouri). La fabrication du foudre proprement dite est due à la maison Fruhinsholz. Émile Gallé en a réalisé la façade sur commande[4].

- Janvier : Maurice Flayelle est élu député de Remiremont lors d'une législative partielle, Jules Méline ayant été élu au Sénat. Il est élu sous l'étiquette « national antisémite », dans le contexte de la poussée nationaliste en Lorraine. Il se proclame « nettement antisémite »[5]. Il a été membre du comité directeur de la Ligue des patriotes[6] puis a fait partie de son comité d'honneur. Il s'oppose à la loi de séparation de 1905[7]. Il est proche de l'Action libérale populaire mais reste indépendant.
- 17 juin : tornade à Thonne-la-Long. D'intensité EF3, soit des vents estimés entre 220 km/h et 270 km/h, elle occasionne des dégâts importants[8].
- 15 novembre : premier match de rugby à Nancy : l'Association Sportive de l’Est (Nancy) bat Commercy 22 à 0[9].

## Inscriptions ou classements aux titre des monuments historiques
- L'Église de-la-Nativité-de-la-Vierge de Dugny-sur-Meuse est classée monument historique.

## Naissances

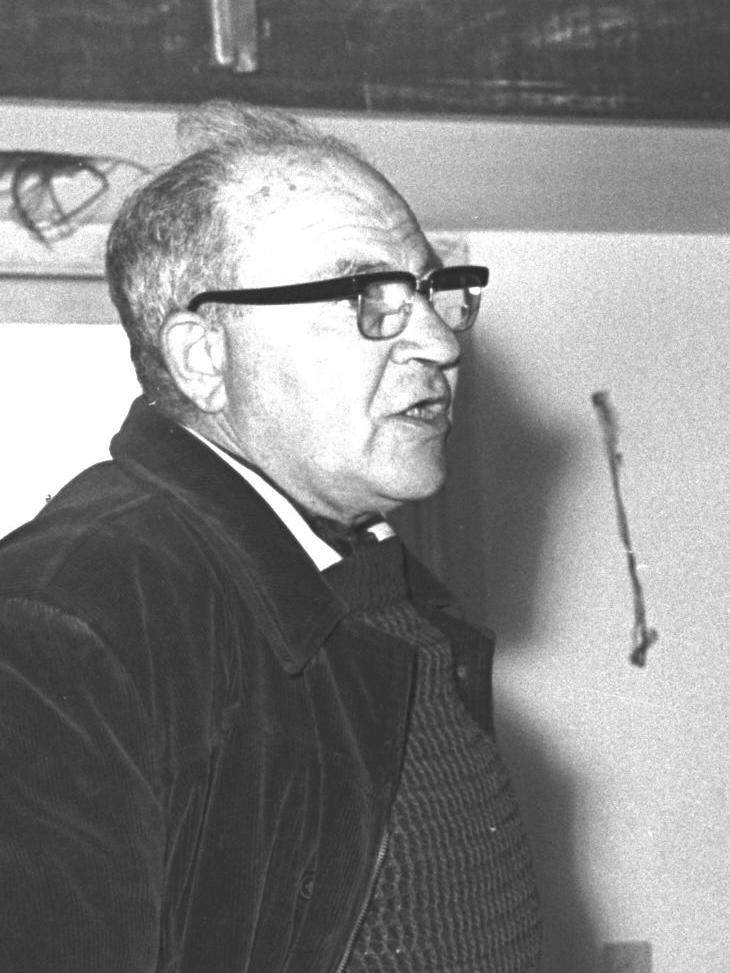
Michael Even Ari

- 1er janvier à Nancy : Jean-Jacques Gruber[10], maître verrier, mort le 23 août 1988 dans le 13e arrondissement de Paris.
- 4 février à Nancy : Georges Sadoul, écrivain français, historien du cinéma, mort le 13 octobre 1967 à Paris. Il est notamment l'auteur d'une importante Histoire générale du cinéma.
- 28 janvier à Thionville : Anna Disselnkötter, de son vrai nom Anita Haas, morte le 23 novembre 2006 à Cassel, travailleuse sociale allemande, honorée comme Justes parmi les nations.
- 10 février à Nancy : François-Georges Pariset, mort le 9 novembre 1980 à Bordeaux,  historien de l’art français, spécialiste de l’art lorrain du XVIIe siècle et de l’architecture bordelaise du XVIIIe siècle.  Il a enseigné l’histoire de l’art à la Faculté des Lettres de Bordeaux de 1952 à 1974.
- 19 mars à Laxou : André Loizillon, mort le 13 août 1990 à Paris, ingénieur français.
- 21 mars, Nancy : Hubert Benoit, mort à Paris le 28 octobre 1992, chirurgien et psychiatre français, connu surtout pour ses écrits sur le bouddhisme zen.
- 14 mai à Longwy : Léon Dostert, mort le 1er septembre 1971, érudit français qui prend la nationalité américaine en 1941, et un ardent défenseur de la traduction automatique. Il est à l'origine d'innovations durables dans le domaine de la traduction, telles que la méthode simultanée lors du procès de Nuremberg, qui est encore utilisée aujourd'hui lors de rassemblements internationaux et au sein d'institutions internationales telles que les Nations unies, le Conseil de l'Europe, la Commission européenne et le Conseil ou le Parlement européen.
- 25 mai :
  - à Haraucourt : Lucien Lange,  coureur cycliste français, mort le 11 juillet 1982 à Vandœuvre-lès-Nancy.
  - à Nancy : Christian Moench, disparu en mer le 16 janvier 1938 près de Bender Abbas (Irak), aviateur français.
- 8 juillet à Nancy : Henri Cartan, mort le 13 août 2008 à Paris, est un mathématicien français. Il est le fils du mathématicien Élie Cartan et de Marie-Louise Bianconi. Il est couramment considéré comme l'un des mathématiciens français les plus influents de son époque. Il est connu pour ses travaux sur les fonctions de plusieurs variables complexes, la topologie (faisceaux, complexes d'Eilenberg-Mac Lane) et l'algèbre homologique. Il a été un des membres fondateurs du groupe Bourbaki.
- 9 août à Metz : Ludwig Lambert (décédé en 1952), personnalité politique allemande. Cadre du NSDAP, il fut trésorier du Gau Koblenz-Trier et Oberstfrontführer dans l'Organisation Todt.
- 13 août à Lunéville : Pierre Dalainzy, décédé le 3 juillet 1981 dans la même ville, homme politique français.
- 21 août à Lunéville : Charles Wambst, mort le 29 avril 1972 à Le Rouret[11], coureur cycliste français.
- 26 août à Metz : Helene Haeusler (décédée en 1987) est une designer allemande[12]. Conceptrice de jouet, elle a fait carrière en République fédérale d'Allemagne.
- 3 septembre à Épinal : André Jacquemin[13] , mort à Paris le 16 janvier 1992[14], peintre, graveur et illustrateur français.
- 9 octobre à Metz : Walter Schwarz ou Michael Evenari[15] (décédé le 15 avril 1989 à Jérusalem) est un botaniste israélien. Ses recherches ont porté principalement sur la survie des plantes dans un environnement hostile, la physiologie de la germination et la gestion de l'eau dans le désert.
- 23 octobre à Algrange : Nikolaus Kyll (décédé en 1973), historien des religions allemand. Prêtre catholique, il publia plusieurs articles sur les traditions folkloriques rhénanes[16].
- 30 octobre à Pont-à-Mousson : Georges Navel, de son vrai nom Charles François Victor Navel, mort à Die le 1er novembre 1993), écrivain communiste-libertaire français, manœuvre, ajusteur, terrassier, ouvrier agricole, apiculteur, correcteur d’imprimerie à Paris (1954-1970)[17].
- 10 novembre à Badonviller (Meurthe-et-Moselle) : Thérèse Adloff, née Thérèse Maria Chaudron, décédée le 4 décembre 2005 à Oberhausbergen (Bas-Rhin)[18], résistante ayant facilité les évasions.
- 24 décembre à Noviant-aux-Prés : Maurice Lepage, mort le 12 juillet 1945 à Nancy[19], plongeur français, engagé français aux Jeux olympiques d'été de 1928 en plongeon tremplin à 3 mètres hommes.

- 26 décembre à Dieuze : Burkhart Müller-Hillebrand (décédé en 1987) est un général allemand. Durant la Seconde Guerre mondiale, il commanda notamment la 16e Panzerdivision. Après-guerre, il poursuivit sa carrière dans la Bundeswehr, commandant finalement la 1re Panzergrenadierdivision dans le cadre de l'OTAN.

## Décès

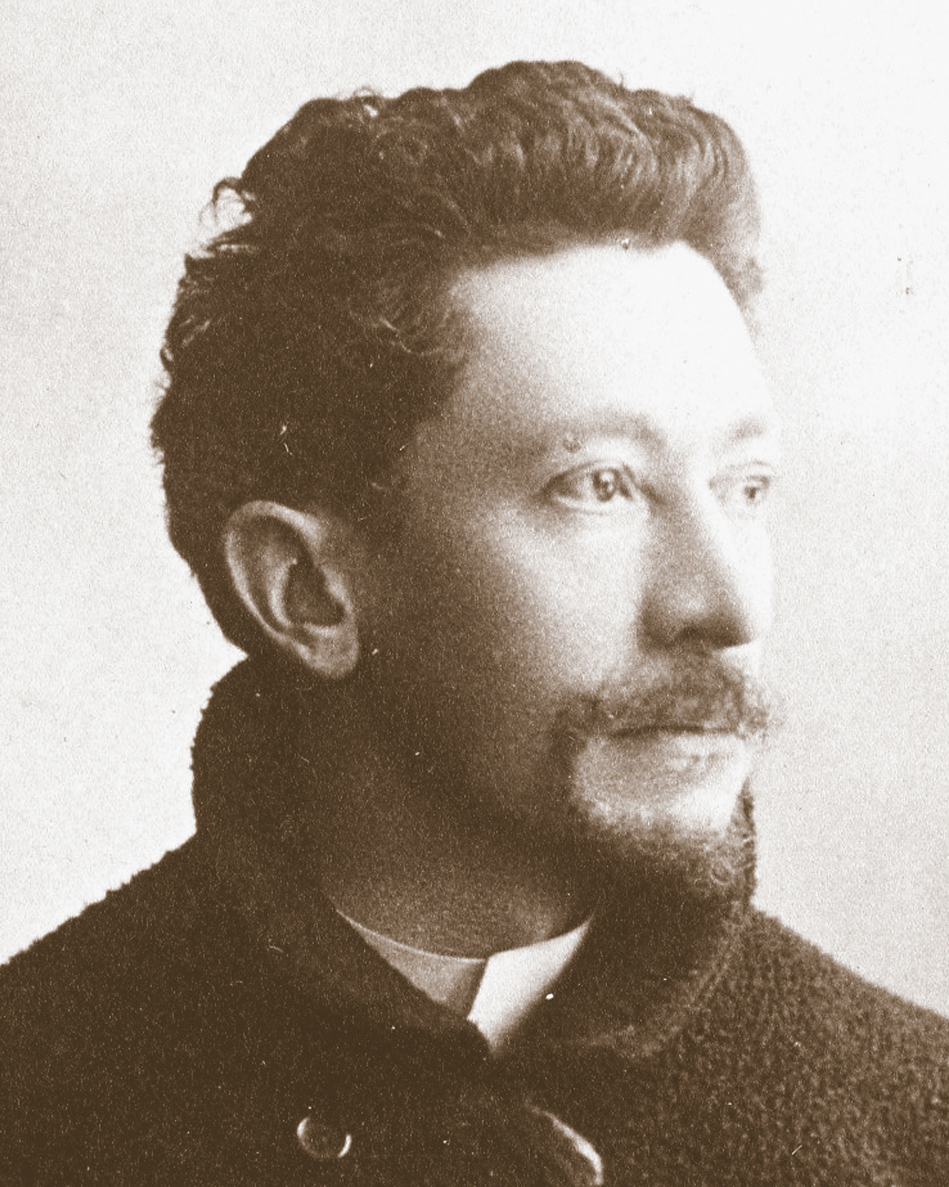
Émile Gallé

- 14 janvier à Nancy : Adrien-Victor-Marie Duboüays, marquis de la Bégassière, né le 2 mai 1838 à Verdun, général de division français et gouverneur Militaire de Toul (vers 1899).
- 28 janvier à Malzéville : Charles Cournault, dessinateur et artiste peintre français né le 9 novembre 1815 à Langres.
- 3 février à Lunéville : Alexis L'Hotte, né le 25 mars 1825 à Lunéville, plus connu sous l'appellation de général L'Hotte, général français. Il est écuyer en chef du Cadre noir avant d'en être commandant. Il est notamment à l'origine de cette célèbre doctrine de l'équitation de tradition française : « Calme, en avant, droit. ».
- 18 février à Nancy : Ambroise-Auguste Liébeault, né à Favières (Meurthe) le 16 septembre 1823 , médecin français célèbre dans le cadre de l'histoire de l'hypnose et du magnétisme animal.
- 1er mars à Villey-le-Sec : Rose Wild, née le 18 juillet 1872 à Nancy, peintre, dessinatrice et verrière française.
- 23 septembre à Nancy : Émile Gallé, né à Nancy le 4 mai 1846, industriel, maître verrier, ébéniste et céramiste français. Il est fondateur et premier président de l’École de Nancy en 1901. Il repose au cimetière de Préville, à Nancy.
- 24 novembre à Etain : Louis Prud'homme-Havette, homme politique français né le 8 septembre 1834 à Étain (Meuse).